# Duero

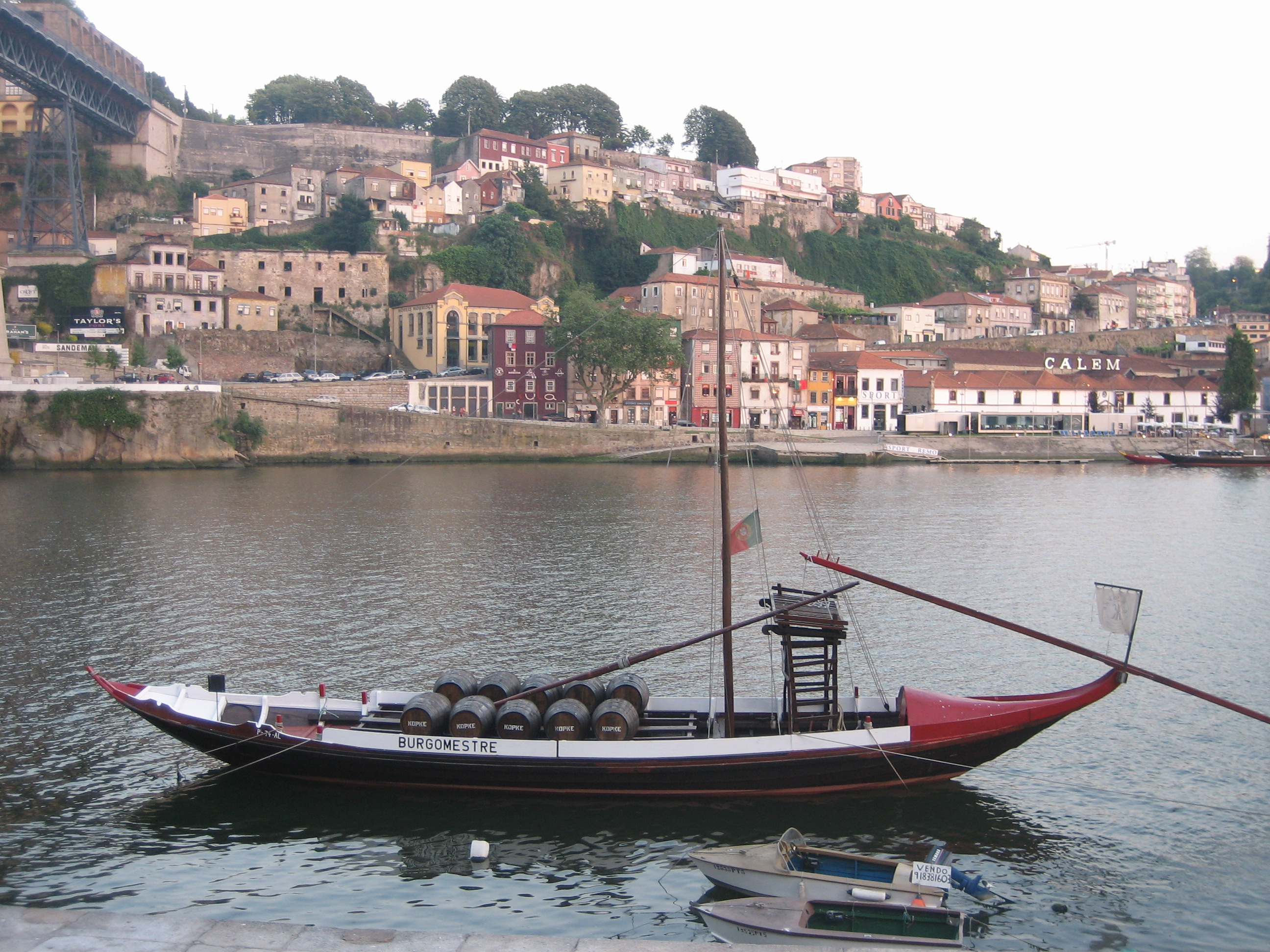
Il fiume Duero ad Oporto con la barca Burgomestre.

Il Duero (AFI: /ˈdwero/; in portoghese Douro; in latino Durius), con i suoi 897 km, è il terzo fiume più lungo della penisola iberica (dopo il Tago e l'Ebro); 572 km li percorre in Spagna, mentre per ben 112 km segna la linea di confine della medesima con il Portogallo e percorre i rimanenti 213 km in territorio esclusivamente portoghese. La sua valle è una rinomata regione vitivinicola.

## Percorso

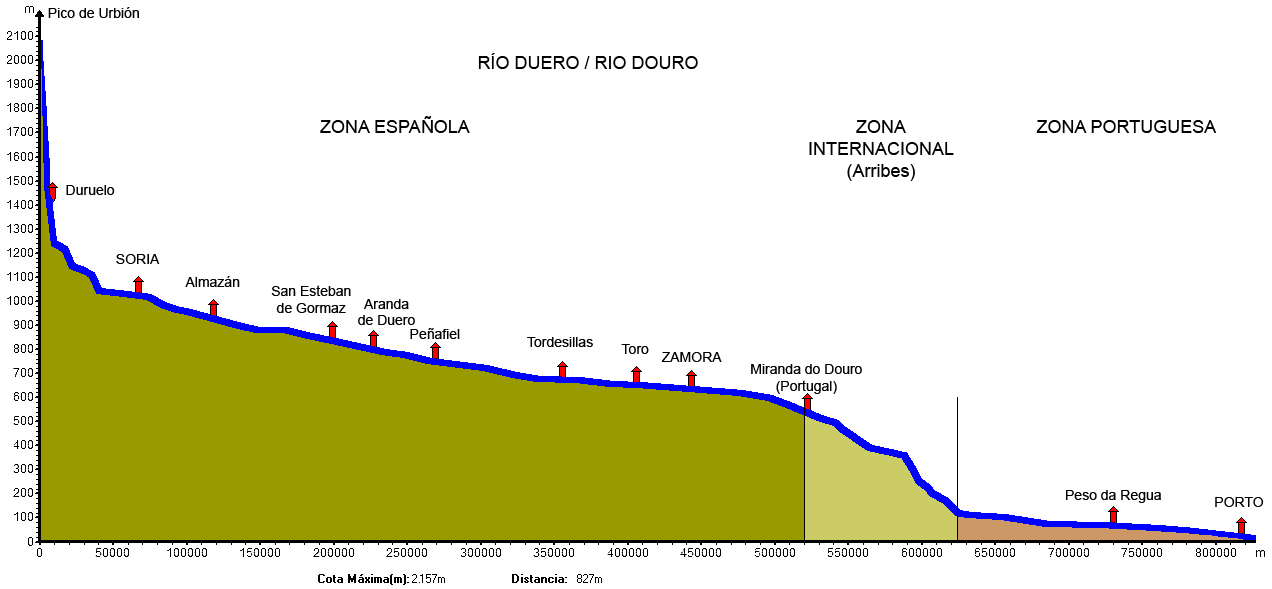
Profilo altimetrico del percorso del Duero.

È il fiume con il più ampio bacino imbrifero della penisola, 98376 km², dei quali 78952 km² in territorio spagnolo e i rimanenti in territorio portoghese. Nasce in Spagna dal versante meridionale del sistema dei Picos de Urbión (2220 m s.l.m.), che fa parte del Sistema Iberico, nei pressi di Duruelo de la Sierra, ad un'altitudine di 2160 m s.l.m.. Il suo tratto iniziale scorre nella provincia di Soria: in questa prima parte del corso il fiume ha un regime di tipo alpino e la sua portata media è pari a 150 m³/s.
Nel prosieguo del suo corso il fiume attraversa le province di Burgos, Valladolid, Zamora e Salamanca percorrendo circa 500 km con una pendenza molto ridotta (1 m/km). In questo tratto il fiume ha un regime pluviale e la sua portata media oscilla tra 212 e 490 m³/s. In corrispondenza delle province di Zamora e Salamanca, e nella zona di frontiera con il Portogallo, il fiume si incanala in terreni granitici risalenti al paleozoico; qui si ha una brusca variazione del suo corso: in un breve tratto il fiume fa un salto superando un dislivello di circa 400 m. In questa zona vi sono numerose centrali idroelettriche la cui energia prodotta, in base ad accordi fra i due paesi, viene equamente divisa fra Spagna e Portogallo.
Il fiume si getta infine nell'Atlantico in Portogallo nei pressi di Oporto. Ha una foce a estuario.

## Affluenti
I suoi affluenti sono i fiumi Adaja, Esla, Pisuerga, Sabor, Tamega e Tormes. Le sue acque alimentano numerose centrali idroelettriche poste lungo il suo percorso.